# ASPLinux
ASPLinux (Application Service Provider Linux) — один из российских дистрибутивов ОС Linux, выпускавшийся одноимённой компанией. Проект закрылся в конце 2000-х - начале 2010-х.
Базировался на системе пакетов RPM, был полностью совместим с дистрибутивом Fedora. Поддержка русского языка в ASPLinux работала прямо «из коробки». Ранее поддерживались локализации почти для всех общеизвестных кодировок кириллицы: KOI8-R, KOI8-U, CP1251, ISO 8859-5, UTF-8. Начиная с версии 12 команда разработчиков отказалась от поддержки множества кодировок (оставив только UTF-8) и своего фирменного установщика, перейдя на Anaconda.
До версии 9 включительно ASPLinux базировался на операционной системе Red Hat Linux. Все последующие версии базировались на дистрибутиве Fedora. Обычно за основу нового дистрибутива ASPLinux бралась предпоследняя версия Fedora, а так как разница между выпусками этих дистрибутивов составляет несколько месяцев, то новый ASPLinux включал в себя многие из выпущенных обновлений. Главным отличием ASPLinux являлась полная поддержка мультимедиа «из коробки» (в Fedora по законам США отсутствует поддержка некоторых популярных форматов, однако таковая присутствует также в дистрибутиве Russian Fedora).
Помимо настольного варианта, компания ASPLinux выпускала серверный дистрибутив ASPLinux Server, который был основан на актуальной версии Red Hat Enterprise Linux.

## Комплектации поставки
- Deluxe — 2 DVD с системой и исходными текстами программ (наиболее широкий набор приложений), 3 печатных руководства, 90 дней техподдержки;
- Standard — 2 DVD с системой и исходными текстами программ, 2 печатных руководства, 60 дней техподдержки;
- LiveMedia Edition — 1 DVD с системой, 1 печатное руководство, 30 дней техподдержки;
- Express — 1 DVD с системой, 30 дней техподдержки;
- Greenhorn — LiveCD-вариант дистрибутива (в последней версии LiveDVD), 10 дней техподдержки.

Также выпускались серверные версии ASPLinux:
- ASPLinux 7.3 Server (19 марта 2003);
- ASPLinux Server II (9.1) (24 августа 2004);
- ASPLinux Server IV (10.1) (26 июля 2005);
- ASPLinux Server V (12.1) (31 марта 2008).

Из оригинальных компонентов дистрибутив включал:
- собственный менеджер загрузки ASPLoader, очень похожий на Lilo. Начиная с 12-й версии менеджером загрузки стал только GRUB
- оригинальную программу установки, включающую менеджер разделов ASPDiskManager, который одним из первых в дистрибутивах Linux мог изменять размеры NTFS-разделов (с 12.0 заменён на Anaconda)
- средство установки по сети EspressoDownload

## Особенности ASPLinux
- Пакетная система RPM, полностью совместимая с Red Hat и Fedora;
- Нет изначальных ограничений на использование мультимедиа.

## История

### Версии
Всего с 2001 года были выпущены следующие версии дистрибутива:
- ASPLinux 7.1 Mria (16 апреля 2001)
- ASPLinux 7.2 Baikal (5 декабря 2001)
- ASPLinux 7.3 Vostok (15 августа 2002)
- ASPLinux 9 Ural (12 мая 2003)
- ASPLinux 9.2 Siberia (25 февраля 2004)
- ASPLinux 10 Karelia (23 декабря 2004)
- ASPLinux 11 Seliger (6 марта 2006)
- ASPLinux 11.2 Ladoga (9 ноября 2006)

### ASPLinux 12 (Carbon)
Вышел 26 ноября 2007 года.
- База дистрибутива: Fedora 7 (вышел 31 мая 2007 г.) с обновлениями и Linux-ядром 2.6.22
- X-сервер: Xorg 1.3
- GNOME 2.18
- KDE 3.5.7
- OpenOffice.org 2.3 разработки компании «Инфра-Ресурс» (сборка включена впервые).
- Firefox 2
- поддержка новых кодеков: Windows Media 9, AMR. Предусмотрена установка WIN32 кодеков.
- определение и настройка: IDE/SATA RAID
- поддержка наборов системной логики: Intel 965, 975, P35, драйвера видеокарт Nvidia и ATI, высокоскоростных портов IEEE-1394 (Firewire).

### Последний дистрибутив ASPLinux 14 (Cobalt)
Вышел 26 ноября 2008 года.
- База дистрибутива: Fedora 9 (вышел 13 мая 2008 г.) с обновлениями и Linux-ядром 2.6.26
- glibc 2.8
- X-сервер: X.org X Server 1.5
- GNOME 2.22
- KDE 4.1
- OpenOffice.org 3.0
- Firefox 3.0
- GIMP 2.4

### Дальнейшая судьба проекта
29.04.2010 19:09 Леонидом Кантером было объявлено о выходе новой версии (имя и номер версии не раскрывались) дистрибутива Asplinux, о чём Леонид заявил на официальном форуме Asplinux.
Со слов главного разработчика:
«Следующая версия ASPLinux будет основана на RHEL6, который в свою очередь основан на F12.».
В конце 2009 — начале 2010 года у разработчиков возникли неизвестные проблемы.
18 января произошёл сбой, в результате которого оказались недоступны все сетевые ресурсы компании, в том числе сайт, форум и сервер обновлений. Во второй половине 20-го числа всё было восстановлено, но ненадолго.
28 февраля сервер обновления снова был недоступен.
По состоянию на 12 марта 2010 г. сайт снова работал, слухи о смерти были сильно преувеличены и оказались внеплановым переносом интернет-ресурсов компании на другой хостинг, о чём позже официально заявлял Леонид Кантер на официальном форуме компании.
4 декабря 2011 г. сайт не работает около года. 1 апреля 2012 года — сайт всё ещё не работает. На 4 мая 2012 истёк срок регистрации домена и был перерегистрирован киберсквоттерами.

## Коллектив разработчиков
Black Cat Linux Team — разработчики дистрибутива Black Cat Linux, весьма популярного на территории бывшего СССР
- Леонид Кантер (продал проект, о чём лично упоминал на одном из форумов)
- Александр Каневский (в 2004 г. выбыл[1] из состава ASPLinux)

Позднее вошли в команду ASPLinux.